# سما السرحان
سما السرحان هو موقع أثري يقع في بلدة سما الرحان قرب الحدود الأردنيّة السوريّة في محافظة المفرق، شمال الأردن. يعود الاستيطان فيه إلى العصر البرونزي، ويحوي على آثارًا من حقب مختلفة من العصر الروماني والبيزنطي والأموي، أهمّها الكنائس البيزنطيّة.